# Burn card
Se denomina burn card a una modalidad de los juegos de naipes, en los que se reparten cartas en distintos momentos del juego, y por lo que antes de volver a repartir o mostrar en la mesa una nueva carta (o lote de cartas) se deseche o se "queme" ("burn") la primera de las cartas que debiera haber sido repartida.
Al desecharla se deja en el montón de los descartes y el repartidor ("Dealer") o croupier debe impedir que nadie pueda ver esa carta desechada. De ahí que se le llame quemar ("burn").
El objetivo de este modo de proceder es impedir que alguien pueda observar alguna marca realizada en alguna mano anterior sobre el mazo de las cartas que queda depositado encima de la mesa hasta que se reparten o descubren nuevas cartas.
Por ejemplo, en la modalidad de póquer Texas Hold'em se "quema" una carta antes del Flop, otra antes del Turn y otra más antes del River.
- Datos: Q2940472